# Алпеев, Семён Павлович
Семён Па́влович Алпе́ев (11 [24] мая 1909 — 20 апреля 1979) — советский офицер, командир 7-й батареи 137-го гаубичного артиллерийского полка 13-й армии Северо-Западного фронта. Герой Советского Союза (7.04.1940), младший лейтенант; полковник в отставке.

## Биография

### Довоенные годы
Родился в семье крестьянина в селе Осетровка Воронежской губернии (ныне — в Верхнемамонском районе Воронежской области). Окончил среднюю школу. Вступил в ряды Красной Армии в 1931 году. В 1938-м стал членом ВКП(б) и окончил курсы младших лейтенантов.

### Советско-финская война
В боях на реке Пуннус-Йоки Алпеев подавил три огневые точки противника. 28 февраля 1940 года на реке Салменкаита Алпеев разрушил артиллерийским огнём сооружение противника.

Указом Президиума Верховного Совета СССР от 7 апреля 1940 года за образцовое выполнение боевых заданий командования на фронте борьбы с финской белогвардейщиной и проявленные при этом отвагу и геройство младшему лейтенанту Алпееву Семёну Павловичу присвоено звание Героя Советского Союза с вручением ордена Ленина и медали «Золотая Звезда».

### Великая Отечественная война
Во время Великой Отечественной войны командовал дивизионом, полком. В 1944 году окончил Высшую офицерскую артиллерийскую школу.

### Послевоенный период

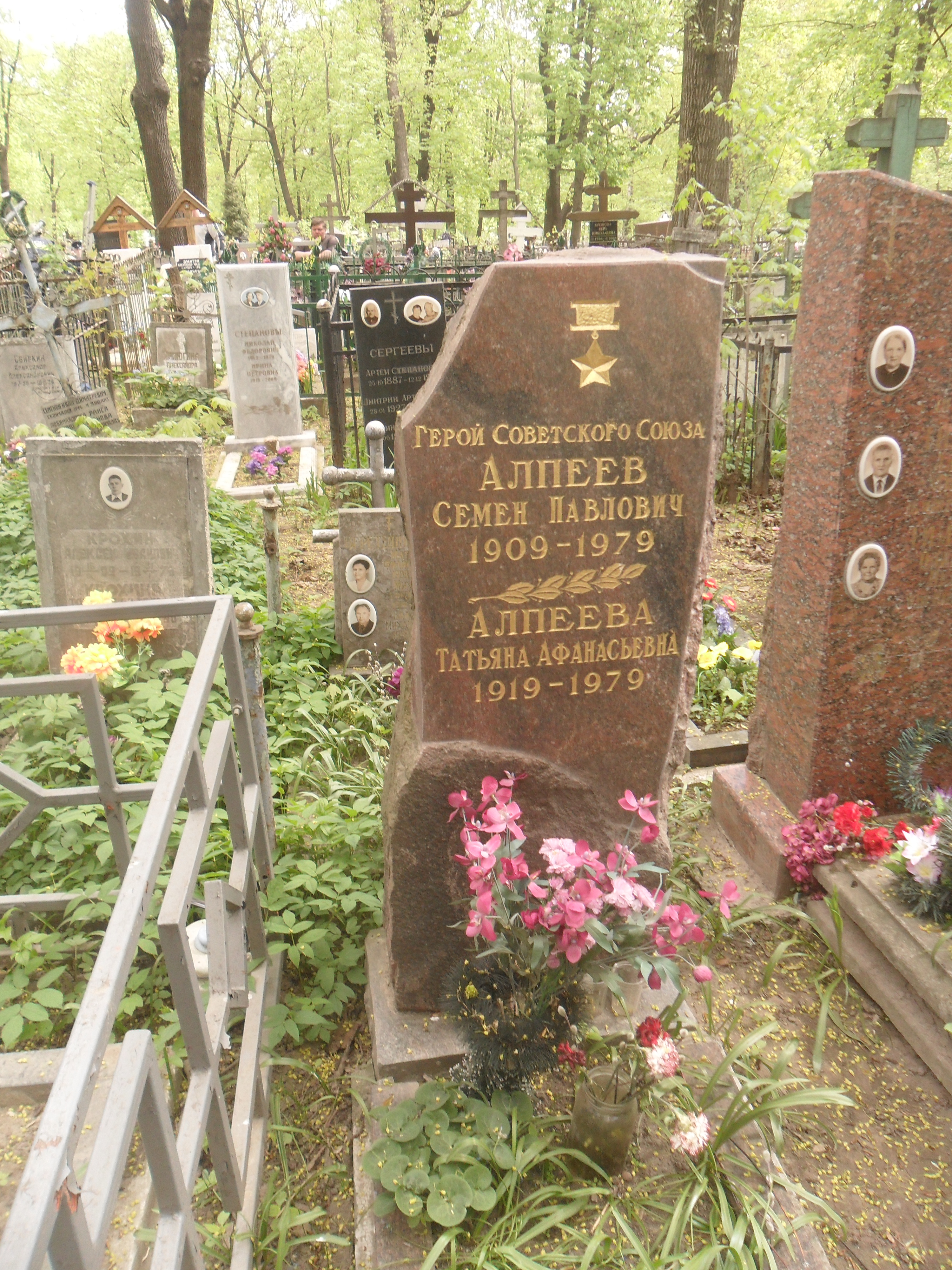
Могила Алпеева на Рогожском кладбище Москвы.

В 1955 году в звании полковника Алпеев отправлен в запас. Жил в Москве. Умер 20 апреля 1979 года.

## Память
- Похоронен на Рогожском кладбище.

## Награды
- Медаль «Золотая Звезда» Героя Советского Союза (07.04.1940, медаль № 317)[4]
- Орден Ленина (07.04.1940)[4]
- Орден Красного Знамени (10.06.1945)[4]
- Орден Красного Знамени (20.04.1953)[4]
- Орден Отечественной войны I степени (03.03.1945)[4]
- Орден Красной Звезды (07.04.1940)[4]
- Орден Красной Звезды (17.05.1951)[4]
- Медали, в том числе:
  - Медаль «За боевые заслуги» (30.04.1945)[4]
  - Медаль «За оборону Москвы» (01.05.1944)[4]
  - Медаль «За победу над Германией в Великой Отечественной войне 1941—1945 гг.» (09.05.1945)[4]
  - Медаль «За взятие Берлина» (09.06.1945)[4]